# Marie Nicholson
Marie Charlotte Nicholson, född Nilsson 27 november 1976 i Kalmar, är en svensk politiker (moderat). Hon är ordinarie riksdagsledamot sedan 2022, invald för Kalmar läns valkrets.